# Basilio Grillo Miceli
Basilio Grillo Miceli, all'anagrafe Giuseppe Grillo (Vittoria, 18 luglio 1937 – Roma, 19 dicembre 2021), è stato un arcivescovo ortodosso italiano.

## Biografia
Rimasto orfano all'età di nove anni, ha compiuto tutti i suoi studi a Firenze presso un Istituto di padri benedettini fino alla Maturità classica. Ha ottenuto la Laurea in lettere classiche, divenendo un ottimo latinista e grecista. È durante gli studi universitari che ha fatto la conoscenza del suo conterraneo Giorgio la Pira, un punto di riferimento luminoso per tutta la sua vita. Ha compiuto i suoi studi teologici all'Angelicum di Roma e il diritto canonico alla Pontificia Università Lateranense.

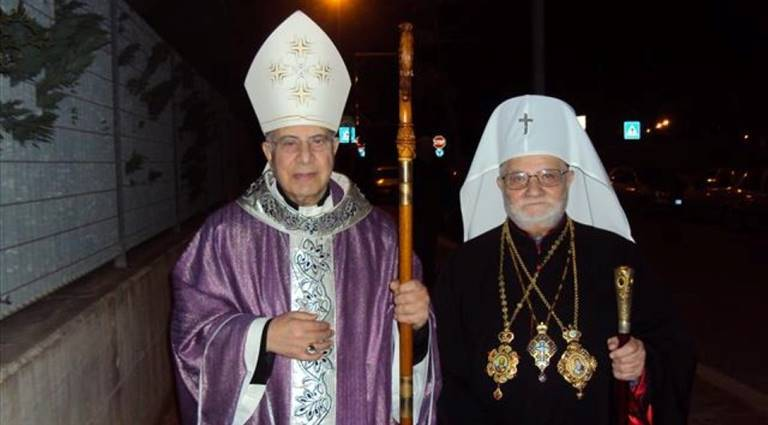
Mons. Pichierri e Sua Beat. Grillo Miceli

È stato un vescovo stimato nel mondo cattolico per il suo lavoro negli Uffici e Archivi vaticani e per la conoscenza e fraterna amicizia di Eminenti personalità come il Card. Marcello Semeraro, oppure per il rapporto di collaborazione e amicizia con Mons. Giovanni Battista Pichierri e la struttura dell'Arcidiocesi di Trani-Barletta-Bisceglie. Diversi sono stati i momenti di celebrazioni ecumeniche con presbiteri e vescovi cattolici e, non da ultimo, la sua presenza in Piazza San Pietro al momento della elezione di papa Francesco del 2013 e la rapida intervista in diretta TV nella quale ha proferito parole benedicenti per il futuro pontificato.
Merita di essere ricordata la fraterna riconciliazione in forma privata con il metropolita Euloghios Hessler poco prima della morte, il quale si è dispiaciuto per il danno di immagine arrecatogli in occasione della loro separazione canonica.

### Ministero
Giuseppe Grillo Miceli (tonsurato Basilio) è stato ordinato ierodiacono il 20 dicembre 1981 e ieromonaco il 27 dicembre 1981 a Zurigo da Serafino Rodionov, vicario di Filarete Vachromlev di Minsk per la Svizzera e l'Italia, per il Patriarcato della Chiesa ortodossa russa.
Nel 1985 ha aderito alla Metropolia di Aquileia dove, dopo alcuni anni di ministero come ieromonaco, è stato ordinato vescovo col titolo di Ostia il 26 febbraio 1995 per il Patriarcato di Kiev da Euloghios Hessler di Milano, assistito da Vigile Morales di Parigi, secondo la volontà del patriarca Vladimiro Romaniuk di Kiev.  Nell'ottobre successivo fa parte della delegazione del metropolita Euloghios all'elezione del patriarca ortodosso ucraino Filarete Denysenko di Kiev. Il 22 settembre del 1996 viene elevato alla dignità di arcivescovo di Ostia e dell'Italia Centro Meridionale.
Nel 2008, dopo la sospensione a divinis e successivamente la deposizione dallo stato episcopale da parte del sinodo dei vescovi, ha chiesto l'incardinazione nella Chiesa ortodossa in Italia, riconosciuta canonicamente dal Patriarcato di Bulgaria. L'11 maggio è stato trasferito alla sede arcivescovile di Firenze e di tutta la Toscana, diventando vicario di Antonio De Rosso. Il 16 marzo 2009, dopo la morte di De Rosso avvenuta il 20 febbraio, i membri dell'eparchia riconoscono Basilio Grillo Miceli come loro vescovo locum tenens, il quale ha amministrato de facto e legittimamente la Chiesa ortodossa d'Italia per quasi 13 anni su 30 anni di esistenza. Su richiesta scritta di Basilio I, il Patriarcato di Bulgaria non ha né smentito formalmente né riconosciuto tale luogotenenza de facto.
Si è autoproclamato nuovo arcivescovo di Ravenna e di L'Aquila e metropolita primate d'Italia con il nome di Basilio I, rivestendo inoltre la carica di Arcivescovo del Lazio.
Muore a Roma nella notte tra il 19 e 20 dicembre 2021 presso l'ospedale Columbus in seguito a complicanze dovute al COVID-19.

## Linea di successione apostolica vetero-calendarista florinita
- Vladimiro Bogoyavlensky di Mosca
- Anastasio Gribanovsky
- Sarafino Ivanov
- Acacio Pappas
- Aussenzio Pastras
- Gabriel Pinto da Rocha
- Euloghios Hessler
- Basilio Grillo Miceli